# NGC 2224
NGC 2224 je otvoreni skup  u zviježđu Blizancima. 

## Vanjske poveznice
- SEDS: NGC 2224